# Beijingzi Zhen
Beijingzi Zhen (kinesiska: 北井子镇) är en köping i Kina. Den ligger i provinsen Liaoning, i den nordöstra delen av landet, omkring 220 kilometer söder om provinshuvudstaden Shenyang. Antalet invånare är 33458. Befolkningen består av 16 003 kvinnor och 17 455 män. Barn under 15 år utgör 11,0 %, vuxna 15-64 år 78 %, och äldre över 65 år 9,0 %.
Genomsnittlig årsnederbörd är 1 362 millimeter. Den regnigaste månaden är juli, med i genomsnitt 518 mm nederbörd, och den torraste är januari, med 11 mm nederbörd.